# 포위크 다리 전투
포위크 다리 전투(영어: Battle of Powick Bridge)는 제1차 잉글랜드 내전인 1642년 9월 23일 왕당파와 의회파가 잉글랜드 우스터 인근에서 벌인 충돌이다. 이 충돌은 왕당파와 의회파의 첫 전투였다. 존 바이런 경은 옥스퍼드에서 슈루즈베리에 있는 찰스 1세의 군대로 귀중품을 수송하는 왕당파 호송대를 호위하고 있었고, 의회파들이 가까이 있는 것을 걱정한 나머지 9월 16일 우스터로 피신하여 지원군을 기다렸다. 왕당파는 루퍼트가 지휘하는 군대를 파견했다. 한편, 의회 의원들은 존 브라운 대령이 이끄는 분견대를 보내 호송선단을 점령하려 했다. 각 군대는 기병과 용기병을 혼합한 약 1,000명의 기마병으로 구성되었다.
의회파 군인들은 9월 23일 오후 남쪽에서 도시로 접근했다. 의회파는 좁은 길을 따라 올라갔는데, 여기서 들판에서 쉬고 있는 루퍼트의 군대와 조우했다. 다가오는 의회 기병대의 소음이 왕당파에게 경각심을 불러일으켰고, 왕당파는 빠르게 진형을 형성했다. 왕당파 용기병들은 기병들에게 준비할 시간을 주었고, 의회파가 전장으로 나오자 근거리에서 발포했다. 루퍼트의 기병대는 돌격하여 의회 기병대의 대부분을 격파했지만, 한 부대는 그 자리에 서서 반격을 가했다. 궁극적으로, 모든 의회파 군인들은 패배했다. 브라운은 포위크 다리에서 기병대와 함께 후위대를 세워 기병대의 탈출을 보호했다. 루퍼트는 포위크 마을까지 추격했지만, 의회파 기병대는 24km를 더 달아나 주요 의회 야전군 일부를 공포에 떨게 했다. 왕당파는 우스터를 버리고 귀중한 호송대와 함께 안전하게 떠났다.

## 배경

### 잉글랜드 내전의 발발
1642년 잉글랜드 의회와 찰스 왕 사이의 긴장은 국왕이 반역죄로 고발한 5명의 국회의원을 체포하려는 시도가 있은 후 급격히 고조되었다. 실패한 찰스는 가족과 함께 런던을 탈출했고, 많은 역사학자들은 이러한 사건들이 내전을 가능하게 만들었다고 믿는다. 양측은 전쟁이 일어날 것을 예상하고 전쟁을 준비하기 시작했고, 기존의 민병대와 새로운 병사들을 그들의 군대로 모집하기 시작했다. 의회는 1642년 3월에 민병대 조례를 통과시켰고, 그들은 자치주 민병대에 대한 통제권을 부여했다. 이에 대응하여, 찰스는 주교 전쟁 기간 동안에 다시 도입할 때까지 거의 한 세기 동안 사용되지 않았던 병참을 그의 지휘관들에게 위임했다.
국왕과 의회 사이의 적대감에도 불구하고, 양측이 여전히 나라를 함께 통치하고 있다는 환상이 남아 있었다. 이러한 환상은 찰스가 잉글랜드 남부에 남으면 붙잡힐 것을 우려하여 3월 중순에 요크로 이주하면서 끝이 났다. 양측 간의 첫 공개적인 충돌은 초기 주교 전쟁을 위해 수집된 무기와 장비를 보관했던 킹스턴어폰헐에서 발생했다. 1642년 제1차 헐 공성전에서 찰스 1세는 4월과 7월에 의회 총독에 의해 도시 진입을 거부당했다. 찰스 1세는 잉글랜드 북부, 이스트미들랜즈, 웨일스의 왕당파들을 양성하는 데 성공했지만, 중요한 무기고들을 통제하지 못했기 때문에 그들을 무장시킬 수단이 부족했다. 이와는 대조적으로, 의회는 영국 남동부에서 군대를 끌어모았고, 풍부한 무기를 가지고 있었으며, 해군을 통제했다.
8월 22일, 찰스 1세는 노팅엄에서 국왕의 깃발을 올림으로서 사실상 의회에 선전포고를 했다. 의회는 에식스 백작이 지휘하는 주요 야전군을 노샘프턴에서 국왕과 런던 사이에 배치했다. 찰스는 이 단계에서 수적으로 압도적으로 열세였고, 그는 에식스의 2만 명의 병력과 4분의 1에서 2분의 1 사이의 병력을 배치했고, 그가 가진 병력은 장비가 충분하지 않았다. 그럼에도 불구하고 에식스는 자신의 이점을 이용하지 않았다.  특히 잉글랜드 북부와 남서부에서 소규모 전투가 벌어졌지만, 두 야전군은 9월 중순까지 서로를 상대로 기동을 하지 않았다.  9월 13일, 찰스는 웨일스와 잉글랜드 북동 및 북서부에서 모집한 군대와 합류하려는 희망을 가지고 더비와 스태퍼드를 거쳐 슈루즈베리로 군대를 이동시켰다.

### 존 바이런의 수송대
존 바이런 경은 찰스 왕의 강력한 지지자였고, 전쟁의 최초의 왕당파 기병 연대였을 것으로 추정된다. 8월, 그는 160명의 연대와 함께 옥스퍼드를 점령하고 9월 10일 더 큰 의회군에 의해 강제로 철수했다. 바이런의 연대는 왕의 전쟁 준비 자금을 지원하기 위해 옥스퍼드 대학교에서 기증한 금과 은판으로 된 대형 호송차를 가지고 떠났다. 슈루즈베리에 있는 왕당파 군대로 향하던 바이런은 의회군의 근접성을 깨닫고 피난처를 찾기로 결정했다. 9월 16일, 그는 열악한 상태의 중세 성벽으로 둘러싸인 세번 강에 있는 큰 마을인 우스터에 들렀다. 바이런은 도시를 점령할 수 없다는 것을 알고 지원군을 기다렸다.

## 서막
의회 의원들은 9월 19일까지 왕당파 군대의 움직임에 반응하지 않았고, 그들은 국왕의 목적지에 대한 정보를 찾고, 코번트리를 지나 우스터로 향하는 평행한 노선을 따라 이동했다. 이로써 의회군은 다시 왕당파와 런던 사이에 위치하게 되었고, 우스터는 에식스의 군대를 지원할 수 있는 농지로 둘러싸여 있었다. 에식스에서 아직 멀리 떨어져 있는 동안, 바이런은 왕당파 호송대의 정보를 받았다. 바이런은 그의 기병대 대령 중 한 명인 존 브라운에게 수송되는 귀중품을 포획하기 위해 시로 파견대를 보내도록 하였다.
브라운은 약 1,000명의 기마병을 이끌고 9월 22일 우스터에 도착했다. 그들은 동쪽 문으로 다가갔지만 방어가 잘 되어 있었다. 그들은 남쪽으로 철수하여 세번 강을 가로지르는 다리를 확보했다. 참석한 의회파 군인 중 한 명인 나다니엘 파인스는 보고서를 작성하거나 그를 위해 작성하도록 했다. 이에 동료 장교 에드윈 샌디스 대령은 호송대가 탈출하는 것을 막기 위해 우스터로 더 가까이 가야 한다고 주장했다. 워스터에서 남쪽으로 약 3km 떨어진 테메강 바로 남쪽의 포위크로 갔다. 그곳에서 그들은 바이런이 탈출을 시도할 것으로 예상되는 경로를 지키며 밤과 다음날 대부분을 보냈다.
의회 의원들은 정찰병을 파견하거나 교회 탑에 감시병을 배치하지 않았기 때문에 바이런이 그날 일찍 증원되었다는 것을 알지 못했다. 왕당파의 기마장군인 루퍼트 왕자도 약 1,000명의 기마병과 함께 도착했다. 루퍼트의 부하들은 테메강 바로 북쪽에 있었고, 도시의 남쪽 접근로를 지키고 있었다. 근대 역사가 피터 곤트는 루퍼트가 이 지역에 의회 분견대가 있다는 것을 알고 있었을 것이라고 주장하지만, 그의 부하들을 윅 필드(또는 브릭필드 메도우)로 알려진 들판에서 쉬게 했고, 많은 이들이 갑옷을 벗었다.

## 주요 참전 병력과 전술
제1차 잉글랜드 내전 당시 기마병은 크게 두 가지로 나뉘었다. 용기병은 머스킷으로 무장한 기마 보병으로, 기동성 때문에 일반적으로 산병이나 선봉대의 일부로 사용되었다. 그들은 말을 타고 전투에 나섰지만 싸우기 위해 말에서 내렸다. 대부분의 기병은 조총기병으로, 전투를 위해 일반적으로 용기병보다 더 큰 말을 타고 있었다. 대부분은 투구와 판금 갑옷을 몸통에 두르고 검, 권총, 기총을 들고 다녔다. 루퍼트의 병력은 용기병과 기병대로 대략 균등하게 나뉘었고, 의회군의 각 병력의 비율은 알려지지 않았다.
두 군대의 기병 전술은 달랐다. 의회 의원들은 17세기 초에 뛰어난 군대였던 네덜란드 공화국 군대에서 유래된 기동을 사용했고, 많은 잉글랜드 기병 장교들이 처음으로 전투를 경험했다. 의회 기병대는 공격과 방어 모두 화력에 의존했다. 그들이 공격할 때, 기병대는 한 번에 한 계급씩 앞으로 나아가 상대를 향해 사격하는 반면, 방어에서 기병대는 처음에는 정지해 있다가 적의 돌격에 발포하여 상대를 격파하고 역습하기를 희망했다. 이와는 대조적으로 루퍼트의 기병대는 스웨덴의 구스타브 2세 아돌프가 사용한 전술을 변형하여 사용했다. 왕당파 기병들은 더 큰 전선을 확보하기 위해 의회파보다 더 얇은 열의 편대로 배치된 채 돌격에 나섰고, 그들이 이미 적들 사이에 있을 때만 그들의 총을 사용했고, 그들의 검에 의존했다.

## 전투
1642년 9월 23일 오후 4시경, 브라운과 샌디는 우스터를 향해 진격하라는 명령을 내렸다. 역사학자 리처드 브룩스는 그들이 바이런이 우스터를 떠날 준비를 하고 있다는 정보를 받았다고 주장한다. 샌디는 작은 무리의 군대를 이끌고 좁은 다리를 건너 시골길을 따라 전진했다. 역사학자들 사이에서 포위크 다리 전투의 첫 교전에 대해서 이견이 있는데, 브룩스, 크리스 스콧, 앨런 터튼은 이미 왕당파 용기병들을 준비시켜 놓았고 의회파가 길을 따라 전진하자 용기병들이 그들에게 총을 쏘았고 샌디의 병사들은 당황하여 윅필드로 돌진했다고 보고 있다. 피터 곤트와 트레버 로일은 모든 왕당파가 전장 안에 있었다고 주장하며, 의회 기병들의 소음은 루퍼트에게 그들의 접근에 대한 경고를 주었고 루퍼트가 그의 부하들이 그가 할 수 있는 한 최선의 전투를 위해 빠르게 준비할 수 있도록 했다고 묘사한다. 또한 피터 곤트와 트레버 로일은 기병들이 초원에서 대열에 맞추어 진군하는 동안 루퍼트는 말에서 내린 용기병들과 울타리를 정렬했고 샌디와 그의 기병대가 전장에 나타났을 때 용기병들은 샌디의 기병대에 직사했으며 이를 통해 왕당파 기병들에게 준비할 시간을 더 주었다고 보고 있다.
의회파는 재집결하여 반격을 시도했으나 루퍼트의 기병대에 의해 기소되었다. 샌디는 초기 공격에서 치명상을 입었다. 좁은 시골길에서 기병대 뒤에 처박힌 용기병대의 지원이 없었기에 샌디의 군대는 패배했다.  파인즈는 돌격하는 왕당파가 의회파에 거의 닿을 정도로 가까이 접근할 때까지 기병을 통제하고 사격을 유지할 수 있었다고 말했다." 그럼에도 불구하고, 그들은 샌디의 부하들이 후퇴한 후 고립되어 전투를 포기해야 했다. 의회파의 용기병들은 기병대의 퇴각을 보호하기 위해 포윅 다리에 후위대를 만들었지만, 루퍼트는 포윅에서 추격을 중지했다.

### 내용주
1. ↑  영국은 잉글랜드 내전 당시 구력 율리우스력을 사용했으며, 3월 25일에 신년이 시작되었다. 본문에서는 1월 1일에 신년이 시작되는 신력 율리우스력으로 날짜를 표기했다.[1]
2. ↑  돌격이라는 용어를 사용했지만, 루퍼트의 기병대는 빠른 걸음보다 조금 더 빨랐을 뿐이었고, 여전히 밀집대형을 유지했다.[25]

### 참조주
1. ↑  Harrington 2003, 8쪽.
2. ↑  Gaunt 2019, 41–42쪽.
3. ↑  Gaunt 2019, 51쪽.
4. ↑  Wanklyn & Jones 2014, 39쪽.
5. ↑  Manganiello 2004, 267–268쪽.
6. ↑  Wanklyn & Jones 2014, 42–46쪽.
7. ↑  Royle 2005, 169쪽.
8. ↑  Gaunt 2019, 64–67쪽.
9. ↑  Wanklyn & Jones 2014, 43쪽.
10. ↑  Gaunt 2019, 68쪽.
11. ↑  Scott & Turton 2017, 34쪽.
12. ↑  Gaunt 2019, 67–68쪽.
13. ↑  Gaunt 2019, 67쪽.
14. ↑  Wanklyn 2006, 36쪽.
15. 1 2  Barratt 2004, 120–121쪽.
16. 1 2 3 4 5 6 7 8  Brooks 2005, 373쪽.
17. ↑  Wanklyn & Jones 2014, 44쪽.
18. ↑  Gaunt 2019, 68–69쪽.
19. 1 2  Gaunt 2019, 69쪽.
20. ↑  Scott & Turton 2017, 35쪽.
21. ↑  Roberts & Tincey 2001, 44쪽.
22. ↑  Royle 2005, 186–187쪽.
23. ↑  Roberts & Tincey 2001, 19–22쪽.
24. ↑  Tincey 1990, 17쪽.
25. 1 2  Barratt 2004, 27–28쪽.
26. 1 2  Gaunt 2019, 70쪽.
27. 1 2 3 4  Royle 2005, 187쪽.
28. ↑  Scott & Turton 2017, 36쪽.
29. ↑  Gaunt 2019, 70–71쪽.
30. ↑  Gaunt 2019, 71쪽.